# 入間インターチェンジ

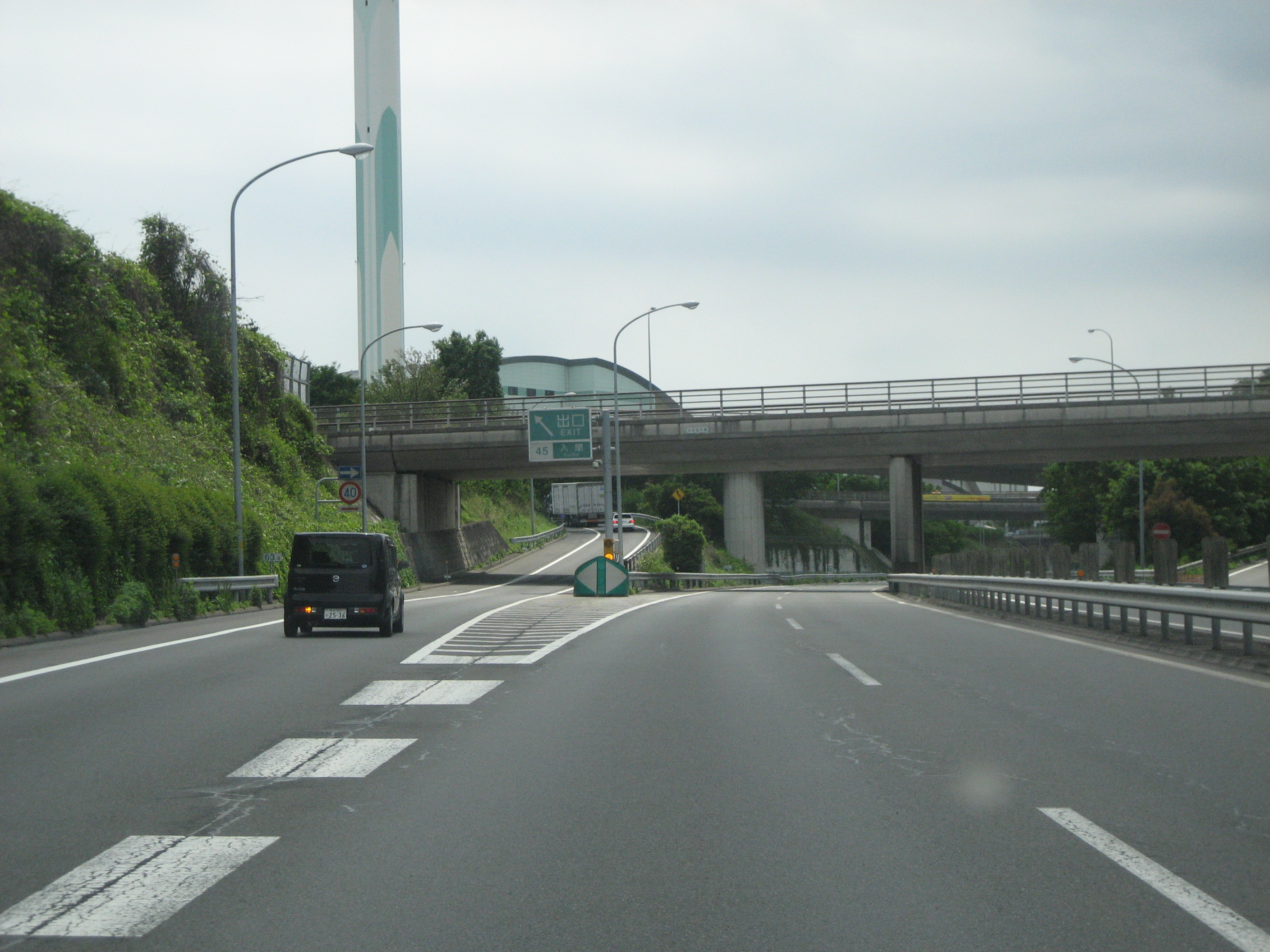
出口付近

入間インターチェンジ（いるまインターチェンジ）は、埼玉県入間市狭山ヶ原にある、首都圏中央連絡自動車道（圏央道）のインターチェンジ。

## 歴史
- 1996年（平成8年）3月26日：青梅IC - 鶴ヶ島JCT間開通に伴い、供用開始[1]。

## 周辺
入間市は狭山茶の主産地であり、茶畑が広がっている。
- 西洋館 - フジテレビドラマ「ライアーゲーム」や日本テレビドラマ「家なき子」などの撮影が行われた。
- 三井アウトレットパーク 入間・コストコ - 2008年4月4日のオープン以来、休日を中心に出口・周辺道路で渋滞が慢性化している。そのため、本線上には「渋滞時、入間市街へは狭山日高インターチェンジも利用可能」といった看板を追加設置している。
- 入間市博物館
- ジョンソン・タウン
- 西武ドーム（ベルーナドーム）
- 西武園ゆうえんち
- 航空自衛隊入間基地 - 航空祭開催日は出口・周辺道路が混雑する。
- 人事院公務員研修所 - 入間市中央公園内にある。
- 狭山湖
- 武蔵野音楽大学（入間キャンパス）
- 駿河台大学
- 早稲田大学（所沢キャンパス）
- 入間市駅（西武鉄道・池袋線）

## 接続する道路
- C4首都圏中央連絡自動車道(45番)
- 国道16号

## 隣
C4 首都圏中央連絡自動車道
(44)青梅IC - (45)入間IC - 狭山PA - (46)狭山日高IC